# Västra Linsor
Västra Linsor är en ö i Finland. Den ligger i Skärgårdshavet och i kommunen Pargas i den ekonomiska regionen  Åboland i landskapet Egentliga Finland, i den sydvästra delen av landet. Ön ligger omkring 24 kilometer sydväst om Åbo och omkring 160 kilometer väster om Helsingfors.
Öns area är 15,4 hektar och dess största längd är 0,8 kilometer i öst-västlig riktning. Ön höjer sig omkring 20 meter över havsytan.